# Murg (Aare)
Die Murg ist ein rechter und südlicher Nebenfluss der Aare. Zusammen mit ihrem grösseren Quellfluss Langete hat sie eine Länge von etwa 34 Kilometer. Dem Flusslauf folgt auf seiner ganzen Länge von 2,4 Kilometern die Grenze zwischen den Kantonen Bern und Aargau.
Der Fluss liegt im nordöstlichen Abschnitt der schützenswerten Landschaft «Smaragdgebiet Oberaargau».

## Geographie

### Quellflüsse
Die Murg entsteht südöstlich von Wynau auf dem Gemeindegebiet von Roggwil auf der Höhe von 420 m ü. M. aus dem Zusammenfluss der Langete mit der Rot.

Die Murg und ihre beiden Quellflüsse
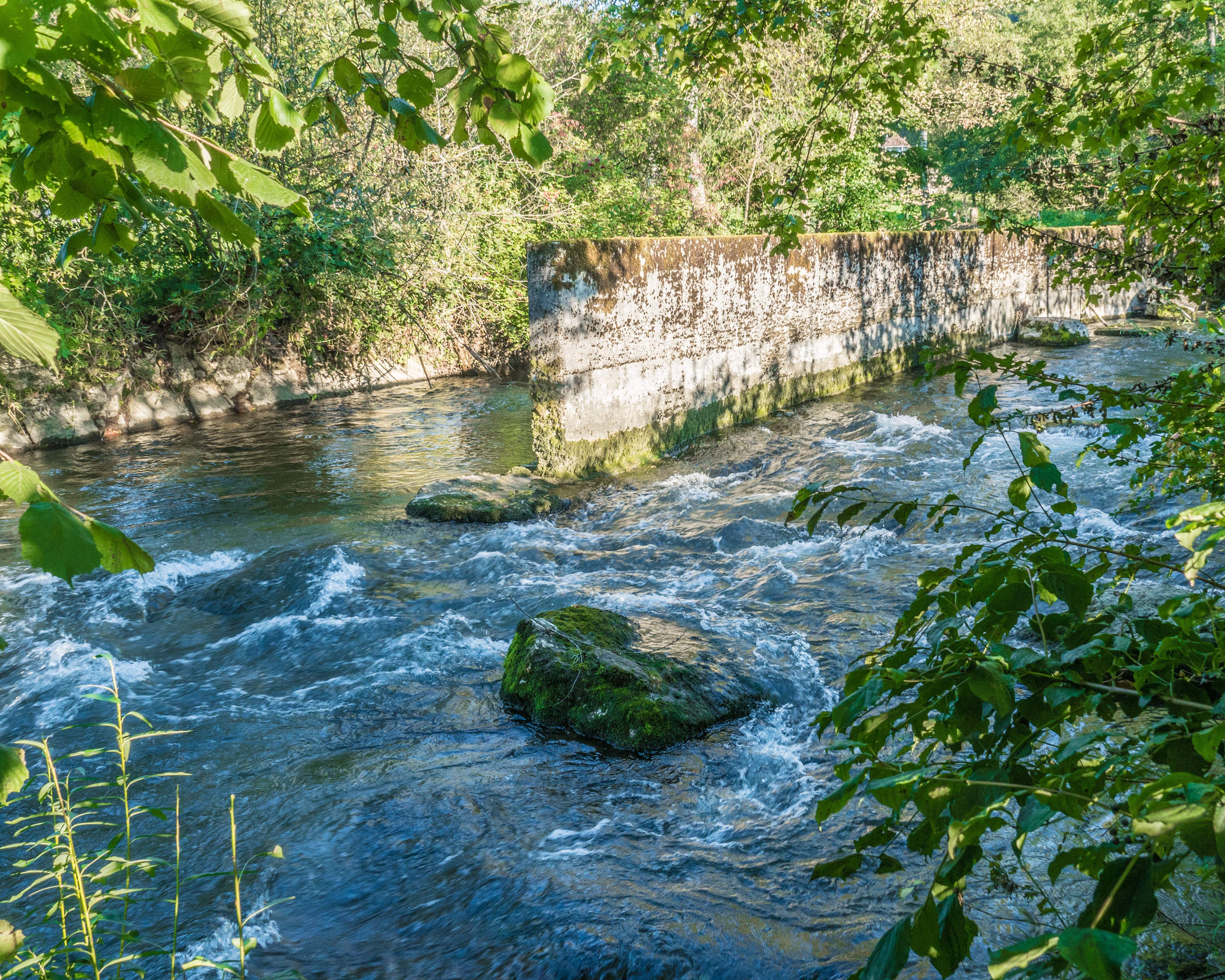
Murg Ursprung – Zusammenfluss von Langete (vorne) und Rot (hinten)
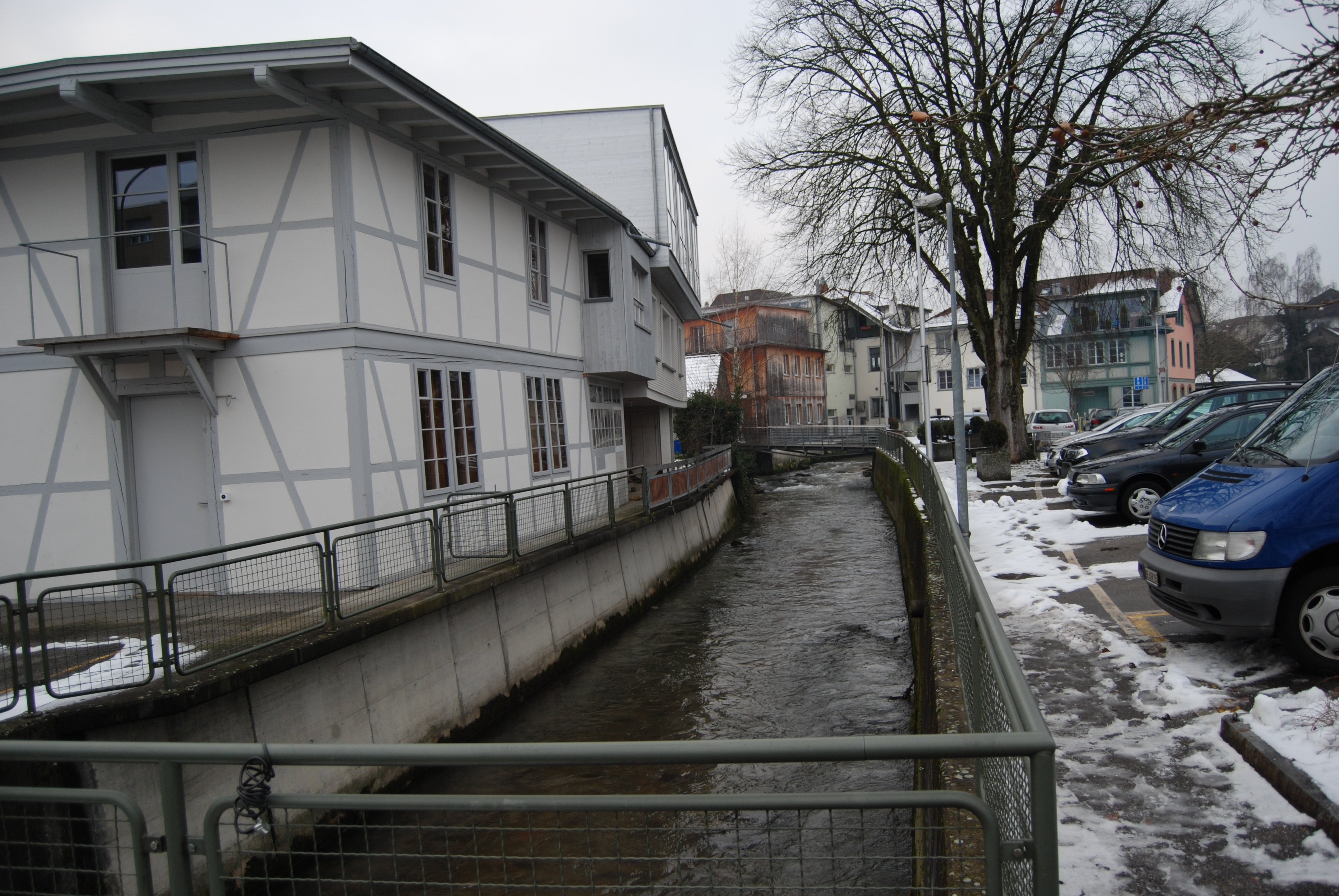
Die Langete
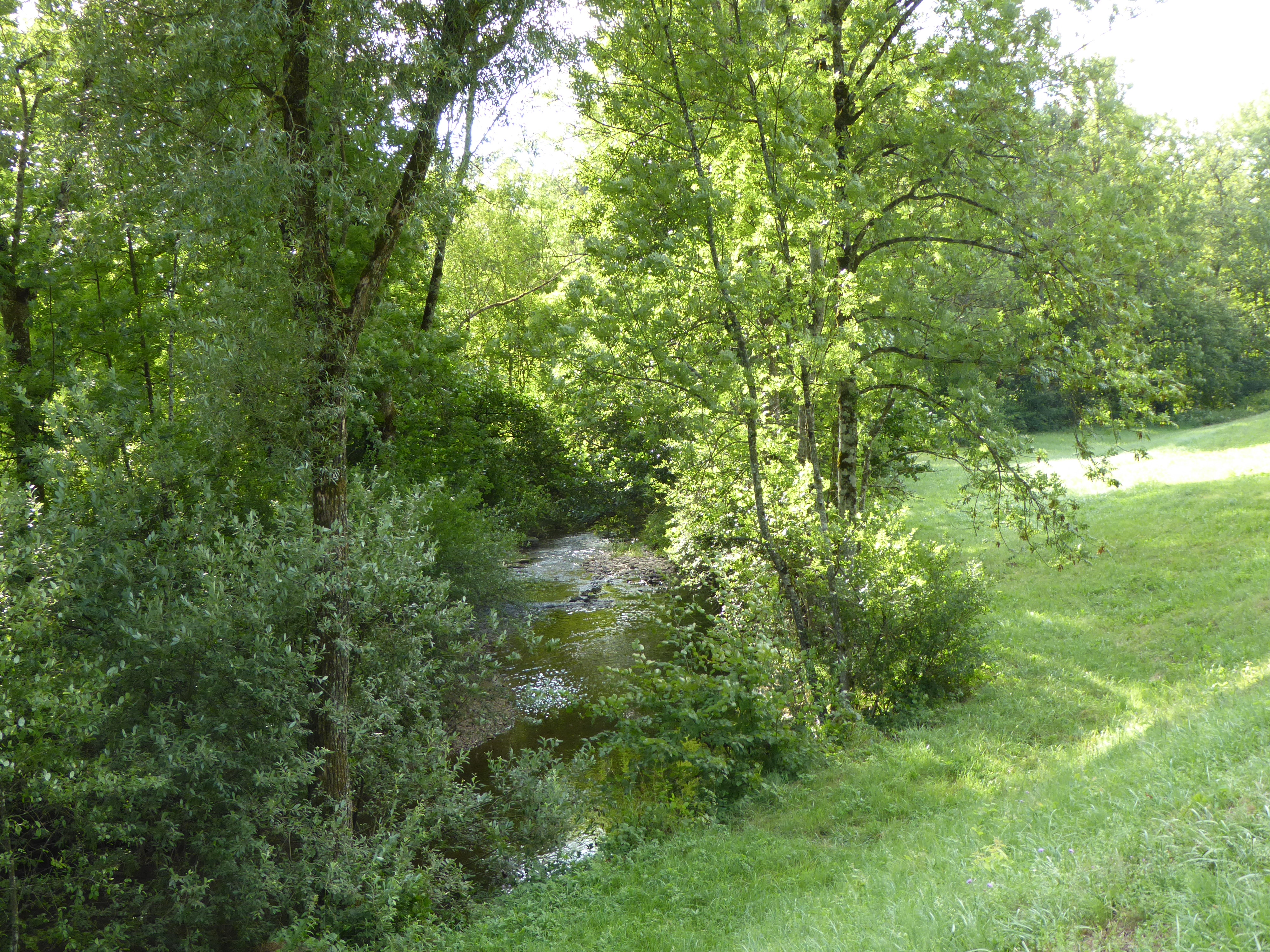
Die Rot

#### Langete
Die 31 km lange Langete ist der linke, südwestliche Quellfluss der Murg.
Sie hat ein Einzugsgebiet von 131,43 km² und einen mittleren Abfluss (MQ) von 2,55 m³/s.

#### Rot
Die 17 km lange Rot ist der rechte und südöstliche Quellfluss der Murg.
Sie hat ein Einzugsgebiet von 46,07 km² und einen mittleren Abfluss (MQ) von 0,79 m³/s.

### Verlauf
Nach dem Zusammenfluss der Langete mit der Rot zwischen Roggwil und Walliswil fliesst die Murg zunächst nach Nordwesten und mäandriert in den Naturwiesen, wo sie von links den Brunnbach und südlich vom Guegiloch eine Abzweigung des Mürlibachs aufnimmt. Etwa 150 m flussabwärts mündet von rechts der Stampfibach in die Murg ein. Direkt danach zweigt bei einer hohen Staustufe nach rechts der Rotkanal ab. Die Murg fliesst weiter nach Norden und mäandriert, von Gehölz im Uferstreifen begleitet, durch die Flussniederung zwischen Wynau und dem Trottenhubel. Der Rotkanal liegt auf der rechten Seite hoch über dem Fluss, die Neubaustrecke Mattstetten–Rothrist führt auf einem hohen Viadukt über das Flusstal, und die Bahnstrecke Olten–Langenthal verläuft links durch das Tal und überquert den Fluss kurz von dem Bahnhof Murgenthal. Die Murg verläuft danach an extensiv genutzten Wiesen und Weiden sowie an Hochstamm-Feldobstbäumen vorbei und erreicht dann den Wynauer Ortsteil Obermurgenthal und die Aargauer Gemeinde Murgenthal. Auf der rechten Seite wird dort Obst angebaut.
Die Murg unterquert die alte Steinbrücke der ehemaligen Landstrasse Bern-Lenzburg und die Hauptstrasse 1, läuft dann links an Heimweiden und rechts an Hecken-, Feld- und Ufergehölzen mit Krautsaum vorbei und mündet schliesslich östlich einer Abwasserreinigungsanlage (ARA) auf einer Höhe von 400 m ü. M. von rechts und Süden in die aus den Westen heranziehende Aare. Die bei der Murgmündung liegende Landschaft «Aareknie Wolfwil-Wynau» ist im Bundesinventar der Landschaften und Naturdenkmäler von nationaler Bedeutung (BLN) aufgeführt und seit 1996 durch das Bundesgesetz geschützt.

Flussimpressionen
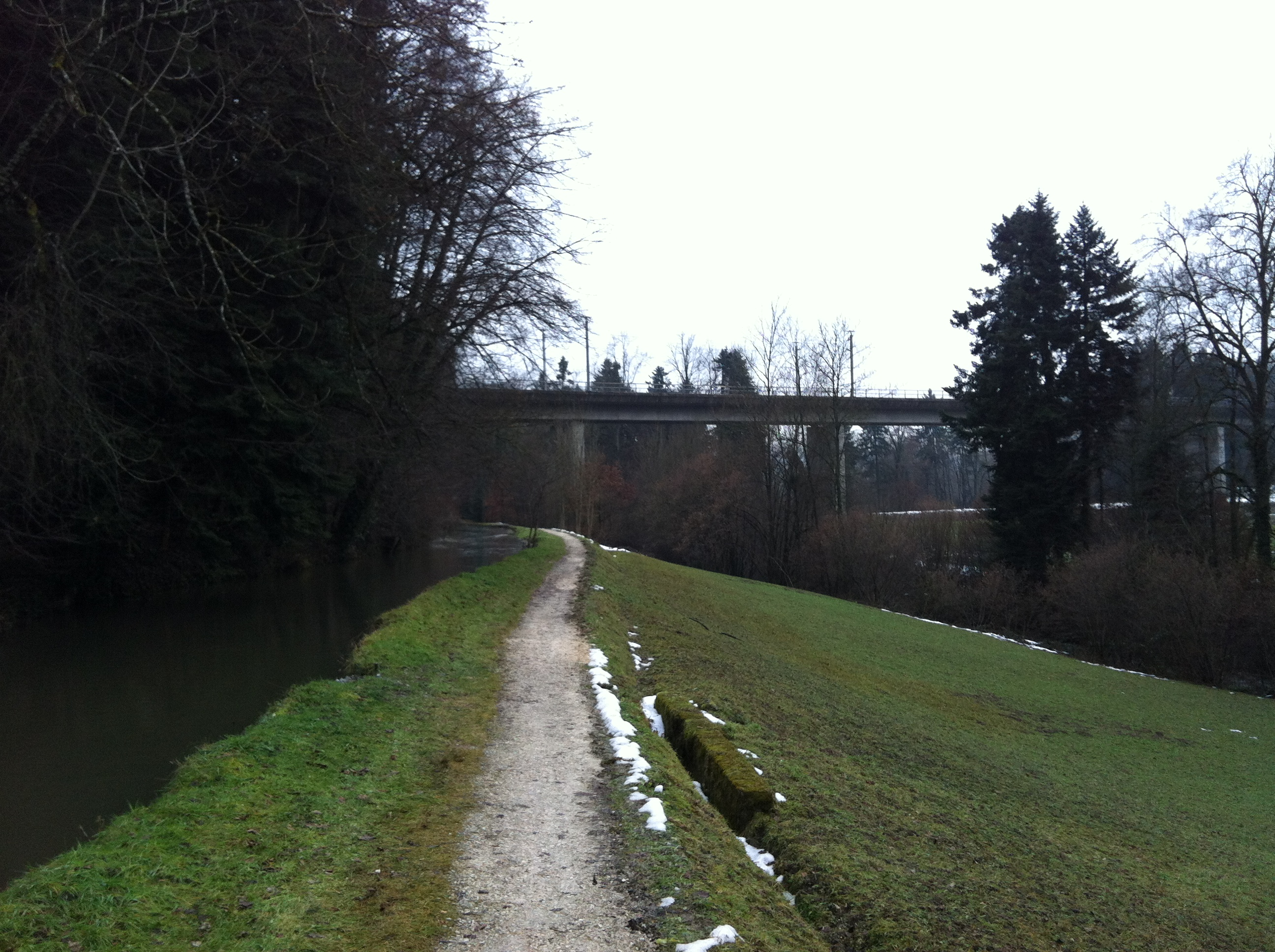
Rotkanal
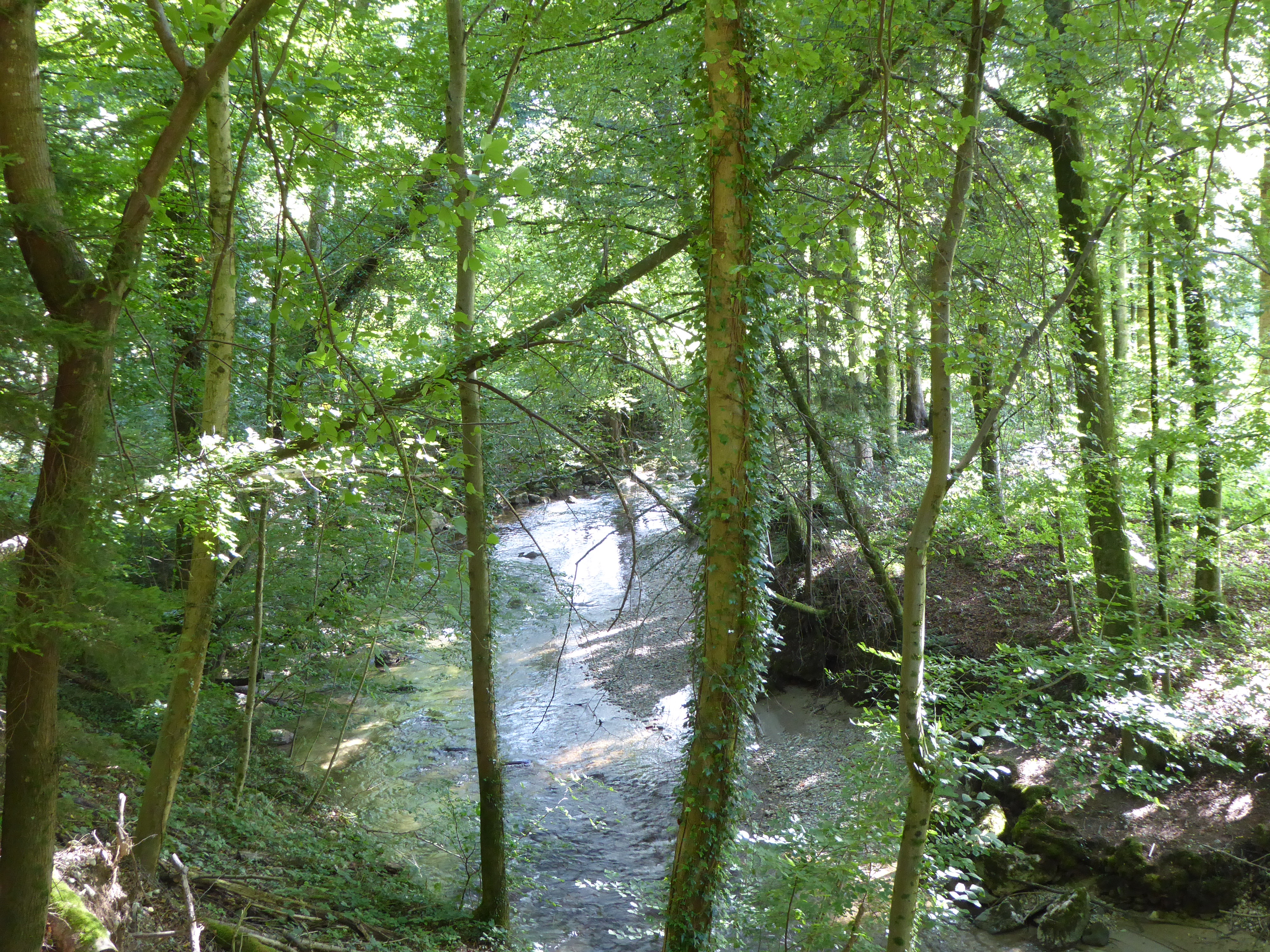
Die Murg oberhalb von Murgenthal
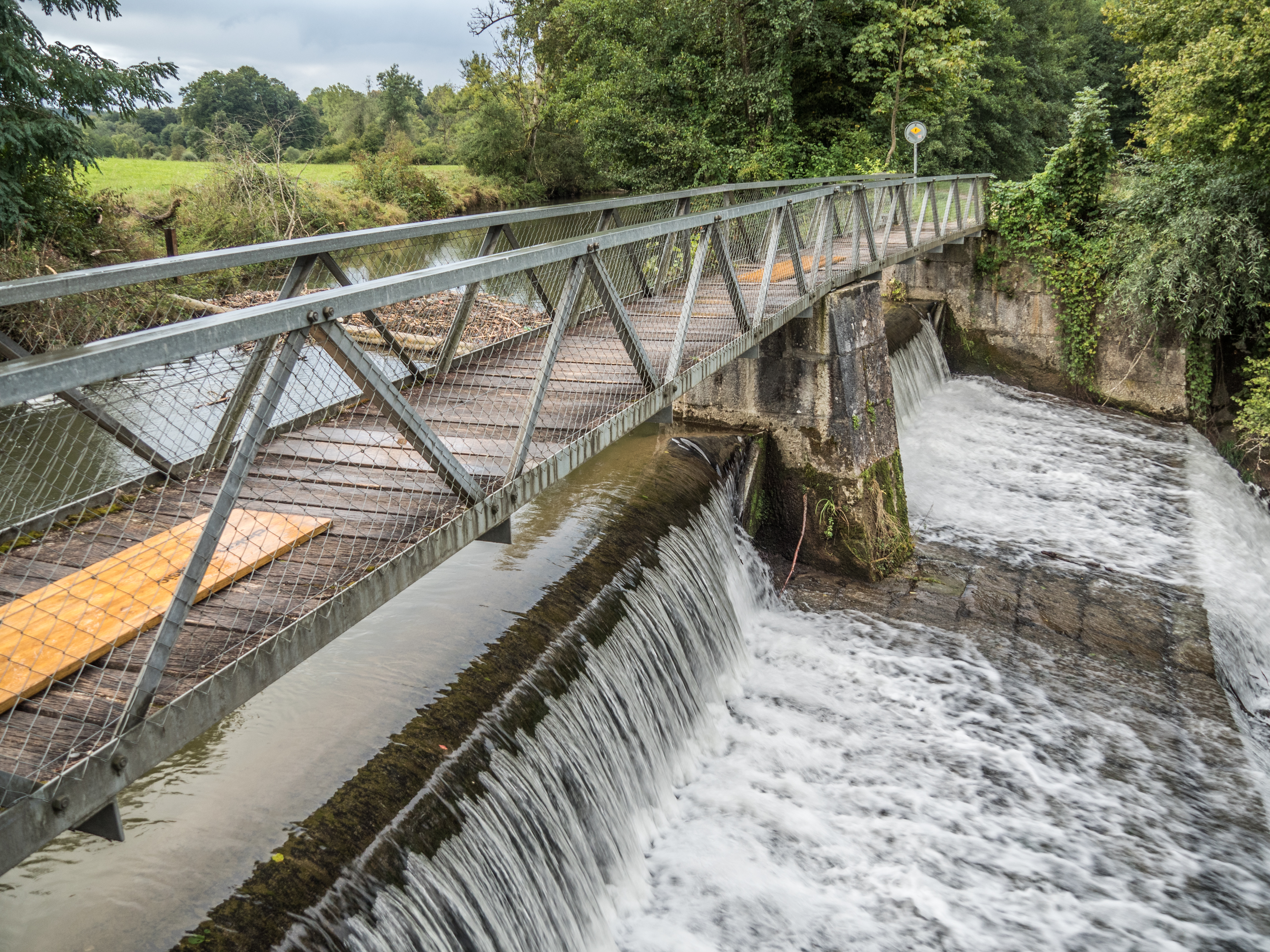
Stauwehr in der Murg
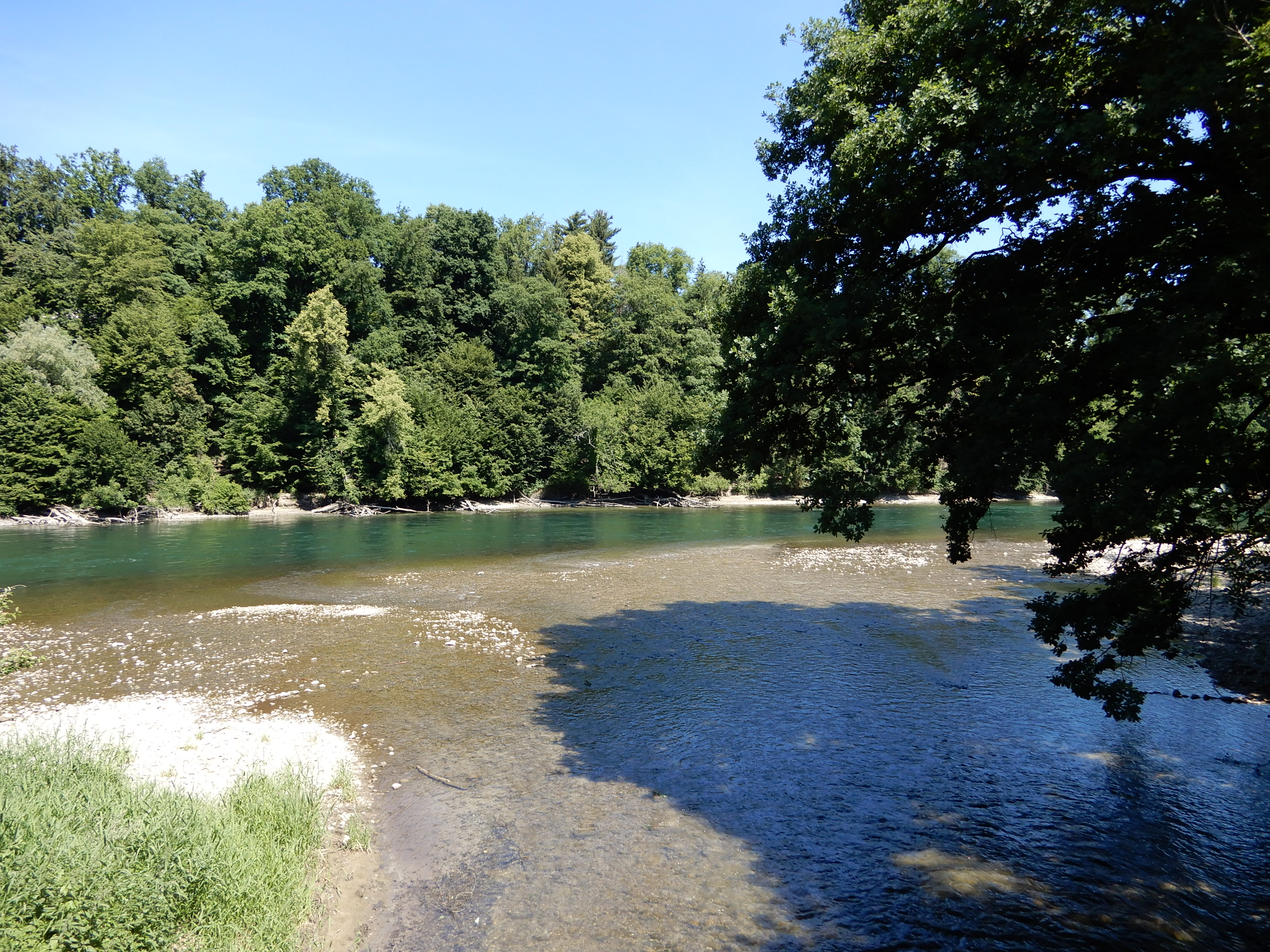
Murgmündung in die Aare

### Einzugsgebiet
Das 184,82 km² grosse Einzugsgebiet der Murg liegt im Schweizer Mittelland und wird über die Aare und den Rhein zur Nordsee entwässert.
Es besteht zu 27,1 % aus bestockter Fläche, zu 63,3 % aus Landwirtschaftsfläche, zu 9,4 % aus Siedlungsfläche und zu 0,2 % aus Gewässerfläche.
Flächenverteilung
Die mittlere Höhe des Einzugsgebietes beträgt 651 m ü. M., die minimale Höhe liegt bei 403 m ü. M. und die maximale Höhe bei 1085 m ü. M.

### Zuflüsse und Abzweigungen
- Langete (linker Quellfluss), 31,0 km, 131,00 km², 2,55 m³/s
- Rot (rechter Quellfluss), 17,0 km, 46,07 km², 0,79 m³/s
- Brunnbach (links)
- Stampfibach (rechts)
- Rothbachkanal[6] (rechte Abzweigung), 8,5 km
- Mürlibach (links)
- Mülikanal[7] (links)

### Rotkanal

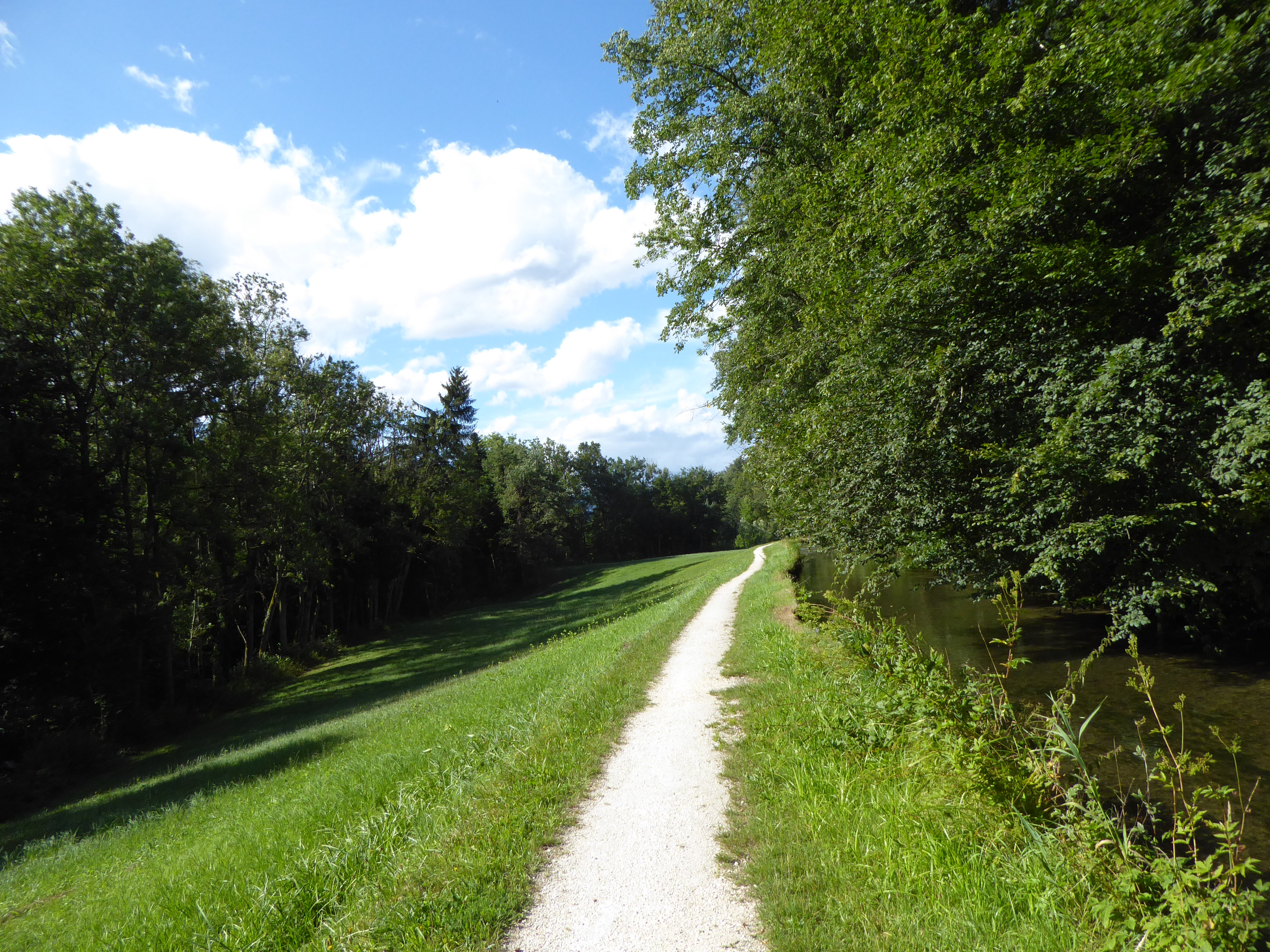
Rotkanal (rechts) bei Murgenthal. Links Uferbäume der Murg.

Kurz nach dem Zusammenfluss der Rot mit der Langete zweigt der 8,5 km lange Rotkanal ab, der parallel zur Aare nach Rothrist führt. Er wurde um 1640 zwecks Bewässerung der sogenannten „Hungerzelg“ angelegt und von da bis 1999 von der „Rothbachwässerungsgenossenschaft“ unterhalten.
Seit 1856 dient der Kanal auch zur Gewinnung von Wasserkraft, zunächst für Industriebetriebe, seit 1943 für ein Kleinkraftwerk.

## Hydrologie
An der Mündung der Murg in die Aare beträgt ihre modellierte mittlere Abflussmenge (MQ) 3,47 m³/s. Ihr Abflussregimetyp ist pluvial inférieur und ihre Abflussvariabilität beträgt 25.

## Brücken

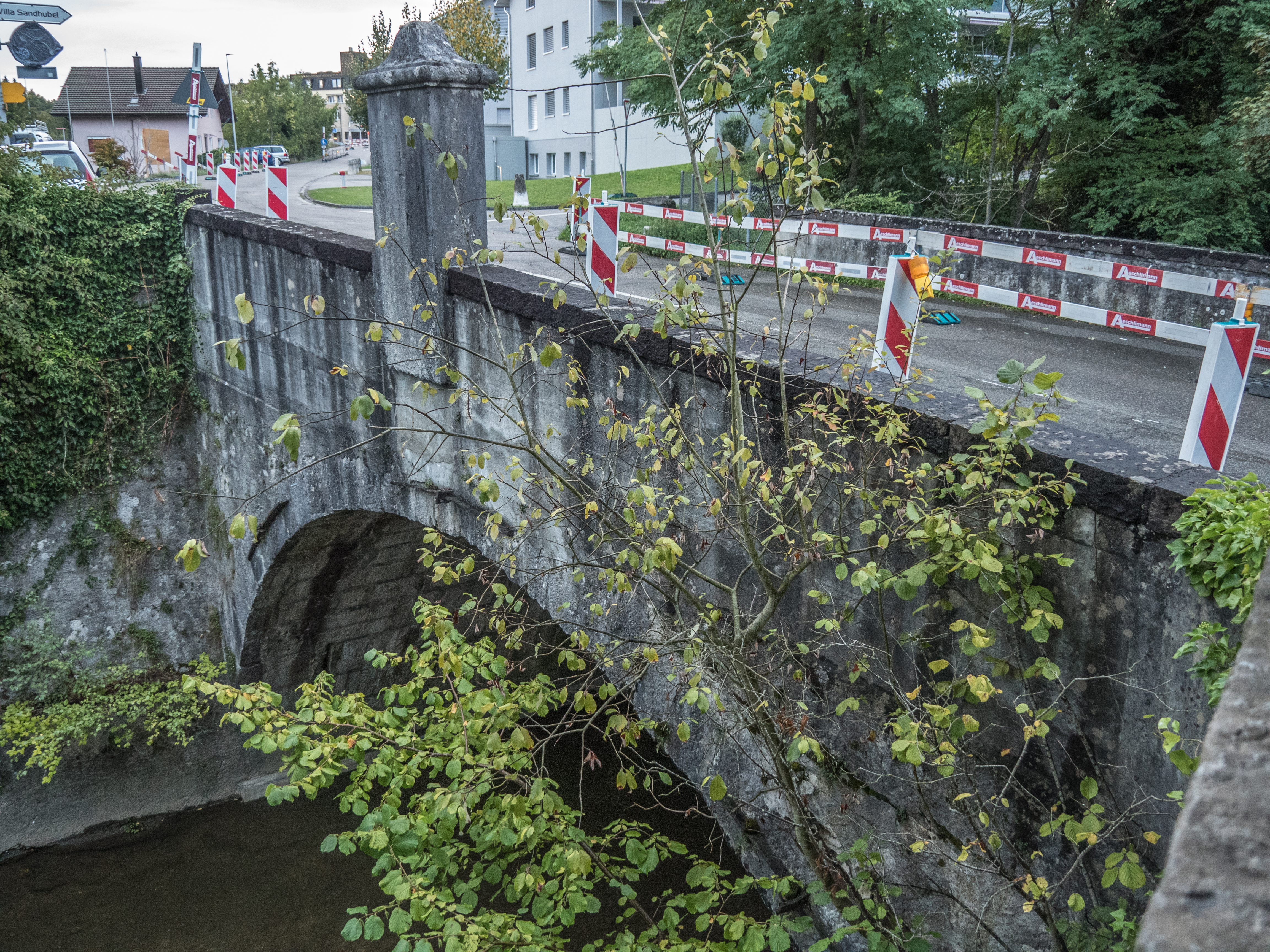
Schützenswerte Steinbogenbrücke von 1818, Wynau BE – Murgenthal AG

Sieben Brücken überqueren die Murg.

## Namensgeber
Die Gemeinde Murgenthal hat ihren Namen von dem Fluss.